# Nacja (powieść)
Nacja (tyt. oryg. Nation) – powieść science fiction Terry’ego Pratchetta adresowana do młodszych czytelników, wydana w 2008 roku. Polskie wydanie, które przetłumaczył Jerzy Kozłowski, ukazało się w 2009 roku.
Akcja powieści dzieje się w alternatywnej rzeczywistości obecnego świata, ogarniętego śmiertelną epidemią. Główny bohater - Mau - jest ostatnim żywym mieszkańcem małej pacyficznej wyspy - Nacji - który musi odnaleźć się w nowej rzeczywistości.